# نجاتي صدقي
محمد نجاتي بن بكر صدقي ألاي أميني (1905-1979) كاتب وناشط وطني فلسطيني، وأحد أهم ناشطي الحركة الشيوعية في العالم العربي في بدايتها. اشتهر نجاتي صدقي بأسفاره المتعددة في خدمة الكومنترن وبنفاشاته مع خالد بكداش، الزعيم التاريخي للحزب الشيوعي السوري. ترجم نجاتي صدقي عدداً من عيون الأدب الروسي إلى اللغة العربية، كما ألّف عددأً من الكتب المتعلقة بنقده الأدبي وبتجربته السياسيَة.
على الرغم من عدم بروز اسمه كثيرا في الحركة الفلسطينية من أجل الاستقلال فقد لعب دورًا مهمًا فيها، وشهد العديد من اللحظات المهمة في بداية القرن العشرين. وبالإضافة إلى لغته العربية، كان يتحدث الفرنسية والروسية والإسبانية بطلاقة. وقد شارك مع والده عندما أطلق الحسين بن علي شريف مكة الثورة العربية ضد الدولة العثمانية عام 1916، وحضر بداية الهجرة الصهيونية إلى فلسطين، والسنوات الأولى لتأسيس الشيوعية في الاتحاد السوفيتي، وكان أحد العرب القلائل الذين قاتلوا في الجانب الجمهوري ضد فرانكو في الحرب الأهلية الإسبانية. عند اندلاع الحرب العالمية الثانية، كتب كتابًا ناقش فيه أطروحة عدم توافق النازية مع الإسلام.

## سيرته
ولد صدقي لعائلة فلسطينية من الطبقة الوسطى في القدس عام 1905. كان والده بكري صدقي مدرسًا من أصول تركية، وكانت والدته، نظيرة مراد، من عائلة تجارية مقدسية بارزة. تعلم في المدرسة الصلاحية (القدس) ثم في المدرسة الرشيدية (القدس) والمأمونية فالمكتب السلطاني في القدس. بعد تعلمه في صغره هناك، التحق بوالده في عام 1914، حيث عمل الأخير في أجزاء أخرى من الإمبراطورية العثمانية، وفي سنوات تكوينه نشأ في دمشق والقاهرة وجدة في الحجاز، حيث انضم والده بكري إلى حملة فيصل الأول. ضد الوهابيين عند عودته إلى فلسطين، أصبح موظفًا في دائرة البريد والبرق في فلسطين الانتدابية. وهناك التقى بالعمال اليهود الذين عرّفوه على الشيوعية. قضى ثلاث سنوات، من عام 1925 إلى عام 1928، في جامعة كومنترن الشيوعية لكادحي الشرق، وانقضت السنوات الثلاث بتقديمه أطروحة عن «الحركة الوطنية العربية من الانقلاب الإتحادي حتى عهد الكتلة الوطنية»، وخلال تلك الفترة تزوج هناك من شيوعية أوكرانية. كان له اتصالات مع جوزيف ستالين، ونيكولاي بوخارين، وخالد بكداش، الزعيم الكردي للحزب الشيوعي السوري، واجتمع مع ماو تسي تونغ وتعرف على الشاعر التركي ناظم حكمت وأفراد من عائلة جواهر لال. نهرو. عاد مع زوجته إلى فلسطين عام 1928، وبدأ الزوجان في تنظيم أنشطة ضد سلطات الانتداب البريطاني.
وعندما اندلعت أحداث الشغب عام 1929 المسماة باسم ثورة البراق، انقسم الشيوعيون اليهود بين من تعاطفوا مع ضحايا المجازر، وآخرين (مثل الشيوعيين العرب) اعتبروا أن هذه هي ثورة عربية ضد الاحتلال البريطاني، وضد الاستيلاء على الأراضي وإفقار الفلاحين. وفي حيفا، حيث أشرف صدقي على الفرع المحلي للحزب، حافظ صدقي على اتصالات منتظمة مع الشيخ عز الدين القسام، ووصف وفاة الأخير عام 1935 بأنها شهادة. أوعز الكومنترن إلى الحزب الشيوعي الفلسطيني بالتعريب في عام 1924، ولكن دون نجاح يذكر. كانت إحدى المهام التي كلف بها الحزب صدقي هي تنفيذ هذا التعريب. كان فرع الحزب الشيوعي بفلسطين يهيمن عليه إلى حد كبير اليهود ذوي الميول الاشتراكية وكان يُشتبه في أن بين صفوفه مناضلين متعاطفين مع الصهيونية. في عام 1930، ألقت الشرطة البريطانية القبض على صدقي في يافا وحكمت عليه بالسجن سنتين قضاهما في سجون بالقدس ويافا وعكا. وكان شقيقه الأكبر أحمد، الذي درس معه أيضًا في الجامعة الشيوعية، هو الشاهد الرئيسي في المحاكمة. يصف صدقي أخاه أحمد بأنه "هش" وأنه تم إجباره على الاعتراف بالضرب. على الجانب الآخر، وصفته التقارير البريطانية بأنه مخبر للشرطة، قدم تفاصيل شاملة عن الكومنترن. وفي أواخر عام 1932، بمناسبة الإفراج عنه من السجن (وهو المكان الذي تعرف فيه على "ديلينجر الصحراء"، أمره الحزب بالاتصال بعوني عبد الهادي من أجل التنسيق مع حزب الاستقلال. مع اشتداد المراقبة البريطانية، قام الحزب الشيوعي بتهريبه إلى الخارج في يونيو 1933 إلى باريس حيث تولى رئاسة تحرير مجلة الكومنترن الناطقة بالعربية، وكان اسمها الشرق العربي. اتخذ صدقي في هذه الفترة اسماً مستعاراً هو "مصطفى العمري". وقد استمرت هذه الصحيفة بالصدور حتى عطلها رئيس الحكومة الفرنسي لافال في عام 1936.
اعتقلته السلطات الفرنسية فيما بعد وقامت بترحيله إلى فلسطين. قام لاحقًا بتأريخ معارضته للنازية في هذه الفترة - والتي تصادفت مع تولى هتلر السلطة في عام 1933.
في عام 1935 تم إرساله إلى طشقند لدراسة موضوع الجنسية في ظل الشيوعية. أثناء وجوده في أوزبكستان، طور علاقات وثيقة مع الزعيمين الشيوعيين الأوزبكيين أكمل إكراموف وفايز الله خوجاييف. كلاهما كان ينحاز إلى سياسات نيكولاي بوخارين الزراعية، والتي تتعارض مع الخط الذي وضعه ستالين، كما أطلعاه على أفكار المعارضة اليسارية للستالينية المرتبطة بغريغوري زينوفايف. قُتل صديقاه الأوزبكيان بعد ذلك بوقت قصير، إذ كانا من ضحايا التطهير الكبير الذي قام به ستالين. كان صدقي لديه تجربة مباشرة مع ألمانيا النازية أيضا، بعد أن سافر عبر البلاد في عام 1936، وعندما فرض ولاء الحزب لاحقًا الصمت بعد توقيع ميثاق مولوتوف-ريبنتروب (الاتفاق الألماني السوفيتي)، رفض الانصياع ولم يستطع إخفاء خلافه.

كان صدقي واحداً من أربعة فلسطينيين عرب على الأقل (الثلاثة الآخرون هم محمود الأطرش وعلي عبد الخالق وفوسي النابلسي) من المعروف أنهم قاتلوا في الجانب الجمهوري في الحرب الأهلية الإسبانية. وانتقدت الصحف الفلسطينية السائدة هذا النوع من التدخل بشدة (وإن لم يكن ذلك الانتقاد صادرا من الكتيبات الشيوعية المحلية). ومثلها مثل الاتجاه العام للحركة الوطنية الفلسطينية، كانت أغلب الصحف مثل جريدة فلسطين تكره الشيوعية وتدعم الفاشيين الإسبان، جزئيًا بسبب الرغبة في استعداء كل من بريطانيا العظمى وفرنسا، القوتين الاستعماريتين في المنطقة. أثناء وجوده في إسبانيا (حيث كان قد وصل في أغسطس 1936) تعهد صدقي، بناءً على تعليمات الكومنترن، بالسفر تحت اسم مستعار مغربي (مثل مصطفى بن جالا)، وإجراء دعاية تهدف إلى إثناء المغاربة في قوات فرانكو عن القتال على الجانب الفاشي. جادل بأن الأيديولوجية الفاشية تتعارض مع الإسلام. في برشلونة، قدم نفسه باللغة الإسبانية لميليشيا الحكومة المحلية، وفقًا لمذكراته، بالعبارات التالية:
أنا متطوع عربي. جئت للدفاع عن الحرية في مدريد، للدفاع عن دمشق في غوادالاخارا، والقدس في قرطبة، وبغداد في توليدو، والقاهرة في سرقسطة، وتطوان في برغش.
وتحت الاسم المستعار «مصطفى بن جالا» كتب لصحيفة موندو أوبريرو الشيوعية يحث المغاربة على التخلي عن دعم الجيش الفاشي. ومع ذلك، كان معظم نشاطه متمثلا في البث الإذاعي، وكتابة الكتيبات باللغة العربية، ومخاطبة القوات المغربية في خنادقهم بواسطة مكبر الصوت. لاقى اقتراحه بإثارة ثورة مناهضة للاستعمار في الريف المغربي من أجل حرمان الفاشيين من الموارد لاقى معارضة شديدة من دولوريس إيباروري، والتي توصف بـ لا باسيوناريا الحزب الشيوعي الإسباني، والتي قيل أنها عارضت أي تحالف مع ما أسمتهم «جحافل المغاربة المتوحشين الشهوانيين الذين يغتصبون نسائنا وبناتنا.» غادر إسبانيا في ديسمبر 1936، بعد أن شعر بالإحباط من قلة عدد المغاربة الذين اقتنعوا بدعواته، والذين واجهوا عداء الحزب لهم بدورهم.
انتقل صدقي بعد ذلك إلى الجزائر حيث حاول دون جدوى إنشاء محطة إذاعية سرية لبث نداءات لسكان جبال الريف. أدت معارضة إيباروري لعمله إلى منعه من العودة إلى إسبانيا الجمهورية. بعد ذلك أعاده الحزب إلى لبنان حيث استأنف نشاطه الصحفي.
في عام 1940، وبعد وقت قصير من اندلاع الحرب العالمية الثانية، نشر دراسة بطول كتاب جادلت بعدم توافق النازية مع التقاليد الإسلامية. كان العمل بعنوان التقاليد الإسلامية والمبادئ النازية: هل يتفقان؟ ونُشر في آنٍ واحد في بيروت والقاهرة. إلى جانب التوتر في علاقاته الشخصية مع زعيم الحزب الشيوعي السوري، خالد بكداش، أدى نشر الكتاب إلى طرده من الحزب الشيوعي، الذي اعتبر اعتماد العمل على العديد من النصوص الإسلامية مخالفًا للمبادئ العلمانية الماركسية. في فترة ما بعد الحرب، تمتع بمسيرة مهنية ناجحة كناقد ومذيع أدبي في كل من لبنان وقبرص. أنجب ولدًا وبنتين، وأصبحت إحدى بناته طبيبة بارزة في الاتحاد السوفيتي. أقيمت في رام الله جائزة أدبية على شرفه باسم مسابقة نجاتي صدقي. توفي صدقي في المنفى بأثينا عام 1979.

## الأنشطة الأدبية
صدر كتابه «عربي حارب في إسبانيا» تحت اسم خالد بكداش خصمه الكردي داخل الحزب الشيوعي، الأمر الذي زاد من عداوته لبكداش والحزب. وكانت قد برزت بينهما مجموعة من الخلافات فيما يتعلق بموضوع الوحدة العربية، إذ كان نجاتي صدقي (ممثلاً عن الفرع الفلسطيني للحزب) يعتقد بضرورة أن يكون العمل الثوري موجهاً، إضافةً إلى مسعى تحقيق العدالة الاجتماعية، إلى تحقيق الوحدة العربية، في حين أنّ خالد بكداش كان يعتقد بضرورة تحقيق الاشتراكية في كلَ قطر على حدة، قبل تحقيق الوحدة العربية.
تضمنت ترجماته أعمالاً تتراوح بين الروائيين الأمريكيين والصينيين البارزين، إلى الكلاسيكيات الروسية: إذ قدم ألكسندر بوشكين، وأنطون تشيخوف ومكسيم غوركي إلى العالم العربي. نشر مجموعتين من القصص القصيرة، وكانت العديد منها تصور حياة ومشاعر الطبقات الدنيا. تبحث المجموعة الأولى، بعنوان الأخوات الحزينات، (القاهرة 1953) في المشاكل التي يواجهها الفلسطينيون في التكيف مع الانتقال من مدينة يافا العربية التقليدية التي تُذكر رومانسيًا إلى مدينة تل أبيب الصاعدة والعادات الغريبة للأجانب اليهود. قصة العنوان (1947) هي قصة رجل فلسطيني يجلس عند واحدة من خمس أشجار جميز، بقايا لما كان يومًا بستانًا عربيًا، ويتخيلهن كخمس شقيقات يرتدين ملابس حداد تذكر التغييرات السريعة حيث استولى الزحف العمراني الحديث على البستان. عندما تجتاح عاصفة خريفية المنطقة، تقف الأشجار ثابتة مثل «الجبال الشاهقة». تألفت المجموعة الثانية، المليونير الشيوعي (بيروت 1963) من العديد من المقالات الساخرة للشيوعيين العرب من معارفه. ونشرت مذكراته (مذكّرات نجاتي صدقي)، تحرير حنا أبو حنا، في بيروت عام 2001.

## تحليله لعدم توافق الإسلام مع النازية
منذ سنوات إقامته بالاتحاد السوفيتي، كان صدقي مهتمًا بشكل أساسي بمشكلة كيف يمكن أن يتحقق تحول المجتمعات الإسلامية إلى دول صناعية حديثة دون الإضرار بنسيجها الاجتماعي التقليدي. في عمله عام 1940 بعنوان "التقاليد الإسلامية والمبادئ النازية: هل تتفقان؟، والذي نُشر في أوائل شهر مايو من ذلك العام، جادل صدقي بأن النازية ليست فقط معارضة تمامًا للإسلام، وأن العالم الإسلامي لا يمكن أن يكون ملائمًا لهذا النوع من العوالم الذي تدعو إليه ألمانيا النازية، بل أن النازية هي في الواقع معادية للإسلام. لا يمكن أن ينتهي التفاعل بين الاثنين إلا بمحصلة صفرية. ومن ثم فهو يرى أن:
لا شك في أن روح الإسلام تتناقض تمامًا، في كل جانب، مع جميع مبادئ النازية: النظام السياسي، والمجتمع، والأسرة، والاقتصاد، والتعليم، والحرية الشخصية.
على الرغم من أن صدقي اتخذ نهجًا مميزًا - إذ لم يكن مفكرًا إسلاميًا نموذجيًا - إلا أن حجة كتابه لم تكن فريدة من نوعها ولكنها تعكس اتجاهًا واسعًا في الرفض العربي للنازية. استند جداله إلى معرفة كاملة بكتاب هتلر كفاحي، وكتابات ألفريد روزنبرغ، والدعاية النازية ليوزيف جوبلز. يقارن بين المادة الأيديولوجية في هذه المصادر وبين النصوص الإسلامية الكلاسيكية التي تتراوح من القرآن والحديث إلى الكتابات الحديثة، التي تشمل أعمال محمد عبده وجمال الدين الأفغاني ومصطفى كامل. جادل صدقي أن العنصر الأساسي الذي يجعل النازية لا تتعارض مع الإسلام فحسب بل تعاديه، يكمن في مفهوم تلك الأولى للعنصرية أو العرقية.
كانت النازية متمسكة بفكرة النقاء العرقي الألماني ومكرسة للتخلص من الأعراق «الدنيا» أو تدميرها، والتي كان من بينها اليهود، ثم الروس، والزنوج، والعرب، والمصريون، والأتراك. طالبت الإمبريالية النازية بالليبنسراوم ، وسعت إلى غزو الأراضي «لإحياء ألمانيا الكبرى». على العكس من ذلك، فقد كان الإسلام خاليًا من المشاعر العنصرية: يتمتع المسلمون بميزة واحدة على الآخرين، وهي عبادة الخالق، ويؤكد أن «كل المؤمنين إخوة». ويؤكد صدقي في كتابه على أن الإسلام متسامح. الإسلام، مثل أديان التوحيد الشقيقة، هو دين عالمي وثوري. «كانت اليهودية ثورة ضد الفراعنة، كانت المسيحية ثورة ضد الظلم والرومانية، بينما كان الإسلام ثورة للقضاء على الجاهلية. فقط الإيمان، وليس الدم أو التربة أو العرق، هو الذي يخبرنا بمفهوم الإسلام عن الهوية الجوهرية للإنسان» وقا لصدقي.
في حين أن النازية مادية، وحشية ووثنية، وتبرز الطبيعة الحسية الجسدية للإنسان، يجسد الإسلام بالنسبة لصدقي الجانب الإنساني الفكري. لذلك فإن وظيفة النازية هي استئصال ما هو روحي من أجل إعطاء الأولوية لسيادة المادية الحيوانية. كما تزرع النازية العصيان وترجع البشر مرة أخرى إلى حالة الجهل الوثنية الوحشية، والتي من شأنها أن تؤدي إلى «الهمجية الاجتماعية». وحذر صدقي من أن الهجوم على اليهودية في النازية كان على نفس المنوال، اعتداء على كل من المسيحية والإسلام. كانت الشورى الإسلامية هي ما جعله يميل إلى قبول فكرة الديمقراطية الحديثة، والتي تضمن الحرية.
ميز صدقي بين نوعين من الإمبريالية: الشكل الكلاسيكي القديم إلى حد ما للاستعمار الذي مارسته الإمبريالية الإنجليزية والفرنسية والهولندية، والثانية هي الإمبريالية الألمانية. أدركت الدول التي مارست تلك الأولى أن الأمم التي احتلوها كان مصيرها تحقيق الاستقلال، بينما صارت الإمبريالية النازية تستخدم عنفًا غير مسبوق لإبادة الدول الصغيرة. استيلاء النازيين على البلاد الإسلامية لن يؤدي إلا إلى استعباد الناس، كما حدث في النمسا وتشيكوسلوفاكيا وبولندا. واتخذت النازية من القوة (التي كانت في الإسلام موجهة ضد الجهلة الذين رفضوا التنوير التوحيدي) كقيمة عبادة، وكغاية في حد ذاتها، موجهة نحو إخضاع الناس داخل الأراضي التي تسيطر عليها ألمانيا وخارجها. صُممت برامج البث العربية النازية مع دعايتها المعادية للسامية لتحريض العرب على الانقلاب على أقلياتهم. وخلص إلى أنه يجب على المسلمين في جميع أنحاء العالم أن يدعموا الحرب ضد النازية، حيث كان بالفعل مئات الآلاف (من الهنود والعرب) يقاتلون «جنبًا إلى جنب مع الجنود الإنجليز والفرنسيين والبولنديين والتشيكيين». كان هذا الدعم مرتكزًا على ثلاثة مبادئ: الاحترام المشترك للديمقراطية، والتقارب الثقافي مع الدول الديمقراطية، والتطلع إلى الاستقلال في نهاية الحرب.
كانت النازية أيضًا تسعى إلى خلق دين جديد، حيث قدمت هتلر كشخصية مقدسة، ونبي تدين له بالطاعة العمياء، وبالتالي تقزم روح المؤمن بهذا الدين الباطل. بشرت النازية -وفقا لصدقي- برسالة شيطانية وتحت قيادة الفوهرر، صارت النازية تفرض حصارًا على «حصن العلم والحضارة».
في ملحق، قدم نقدًا مفصلاً للمذكرة التي سلمها حزب الوفد المصري إلى السفير البريطاني مايلز لامبسون في أبريل 1940 والتي حددت شروطًا صارمة يجب ربطها بأي مساهمة مصرية في المجهود الحربي البريطاني. تم رفض المذكرة على الفور من قبل إدوارد وود. وانتقد صدقي مصطفى النحاس «لقراءته الساذجة للتهديد المتزايد لقوات هتلر وموسوليني»، ودعا مصر لتحمل مسؤولياتها التاريخية من خلال الوقوف إلى جانب «الشعبين النبيلين في إنجلترا وفرنسا». اعترف بأنه بينما أن كلًا من إنجلترا وفرنسا كانتا قوتين استعماريتين في العالم العربي بالفعل، تحتل على التوالي فلسطين وعدن ومصر والسودان وسوريا ولبنان، كان على الكفاح ضد الاستعمار الانتظار لما بعد الحرب، ويجب على المسلمين أن يحتشدوا لضمان خروج هاتين الدولتين منتصرتين في الصراع. دافع صدقي عن رأيه هذا على الرغم من حقيقة أنه، كما قال في مذكراته، تعرض للاضطهاد من قبل الفرنسيين، ولم يكن يتمتع بعلاقات جيدة مع البريطانيين.

## مؤلفاته
- مذكرات نجاتي صدقي، تحرير حنا أبو حنا، بيروت، 2001.[21]
- بريد موسكو (ترجمة)، 1960[22]
- الخنفسة الذهبية (ترجمة)[23]
- بوشكين : امير شعراء روسيا، دار المدى للثقافة والنشر.[24]
- فتاة وذهب (ترجمة)[25]
- الأخوات الحزينات[26]
- قصص مختارة من الأدب الصيني، دار بيروت للطباعة والنشر، 1954.[27]
- قصص مختارة من الأدب الأسباني، دار بيروت للطباعة والنشر.[28]
- التقاليد الإسلامية والمبادي النازية هل تتفقان؟ : بحث علمي اجتماعي سياسي ديني، 1940.[29]
- تشيخوف، دار المعارف، 1967.[30]
- پيتر زينجر : مؤسس حرية الطباعة في العالم الجديد (ترجمة)، 1955[31]
- كارمن (ترجمة)، منشورات عويدات، 1962.[32]
- وراء الأسلاك (ترجمة)، 1951[33]
- معركة شيلوه، دار الكتاب (ترجمة)، 1952[34]
- فون بان يتكلم، مطبعة قافاط (ترجمة)، 1952[35]
- قصص مختارة من الادب الروسي، دار بيروت للطباعة والنشر (ترجمة)، 1952[36]
- في سبيل امرأة (ترجمة)[37]
- الأرملة الملول، 1953[38]
- مكسيم غوركي، دار المعارف[39]
- القط الأسود وقصص أخرى، مركز المحروسة (ترجمة)[40]
- الشيوعي المليونير، دار الكتاب، بيروت، 1963.[41]
- رحلة إيرما : أعظم مغامرة بحرية في طلب الحرية.[42]
- الحصادون : صورة من البطولة في الحب والجهاد، دار الثقافة، بيروت.[43]

## ملحوظات
1. ↑  "The author, Muhammad Najati Sidqi, enjoys a deservedly wide celebrity as author and thinker. In a note the author speaks of his own 'Kampf' against Hitlerism ever since the Nazis came into power... the thesis of Islam's fundamental incompatibility with Nazism is passionately argued." (Islam's Answer to Hitler 1940, p. 455)
2. ↑  Actually, Sidqi's fellow Palestinian خليل بيدس (1874–1949), born in الناصرة and of Greek Orthodox origins, is thought to be the first translator of Russian fiction into Arabic and had translated Pushkin into that language as early as 1898, when his version of ابنة الضابط was published in Beirut (Moosa 1997, p. 101).

### اقتباسات
1. 1 2  المُعرِّف متعدِد الأوجه لمصطلح الموضوع | Najātī Ṣidqī، QID:Q3294867
2. ↑  Una cineasta egipcia homenajea a los árabes que combatieron por la República نسخة محفوظة 11 مايو 2020 على موقع واي باك مشين.
3. 1 2 3 4 5 6 7 8 9 10 11 12 13 14 15 16  Tamari 2008.
4. 1 2 3  Nordbruch 2009.
5. ↑  كامل سلمان الجبوري (2003). معجم الأدباء من العصر الجاهلي حتى سنة 2002م. بيروت: دار الكتب العلمية. ج. 6. ص. 339. ISBN:978-2-7451-3694-7. LCCN:2003489875. OCLC:54614801. OL:21012293M. QID:Q111309344.
6. 1 2 3 4 5 6  Tamari 2001.
7. ↑  رحلات فلسطينية | نجاتي صدقي نسخة محفوظة 20 مارس 2020 على موقع واي باك مشين.
8. ↑  Bishop 2006.
9. ↑  Nassar 2008.
10. 1 2 3  Hen-Tov 1974.
11. 1 2 3 4 5  Matthews 2006.
12. ↑  Winder 2015.
13. 1 2 3 4 5 6 7 8 9 10 11 12 13 14 15 16 17 18 19  Gershoni 2012.
14. ↑  Alyan 2013.
15. 1 2  Kabha 2014.
16. 1 2 3 4  Corral 2006.
17. 1 2 3  Catherine 2003.
18. ↑  Saif et al. 2015.
19. ↑  LeVine 2005.
20. ↑  Parmenter 2010.
21. ↑  أبو حنا، حنا (2001). مذكرات نجاتي صدقي. بيروت: مؤسسة الدراسات الفلسطينية،. OCLC:4770822538. مؤرشف من الأصل في 2021-09-30.
22. ↑  بريد موسكو. 1960. OCLC:754794905. مؤرشف من الأصل في 2021-10-04.
23. ↑  الخنفسة الذهبية. 2005. OCLC:404170917. مؤرشف من الأصل في 2021-10-01.
24. ↑  بوشكين: امير شعراء روسيا. 2012. ISBN:978-2-84305-835-6. OCLC:1136039588. مؤرشف من الأصل في 2021-10-04.
25. ↑  صدقي، نجاتي (1954). فتاة وذهب. بيروت: د.ن.،. OCLC:122722505. مؤرشف من الأصل في 2016-10-19. {{استشهاد بكتاب}}: الوسيط |author1= مفقود (مساعدة)
26. ↑  نجاتي (1981). ال أخوات الحزينات: قصص. بيروت: ال اتحاد العام للكتاب الصحفيين الفلسطينيين. OCLC:917262856. مؤرشف من الأصل في 2021-10-02.
27. ↑  قصص مختارة من الأدب الصيني. 1954. OCLC:929681626. مؤرشف من الأصل في 2021-10-01.
28. ↑  قصص مختارة من الأدب الأسباني. 1953. OCLC:929681017. مؤرشف من الأصل في 2021-10-04.
29. ↑  التقاليد الاسلامية والمبادي النازية هل تتفقان؟: بحث علمي اجتماعي سياسي ديني. 1940. OCLC:745117853. مؤرشف من الأصل في 2021-10-01.
30. ↑  تشيخوف. 1967. OCLC:1126589979. مؤرشف من الأصل في 2021-10-01.
31. ↑  پيتر زينجر: مؤسس حرية الطباعة في العالم الجديد. 1955. OCLC:235989274. مؤرشف من الأصل في 2021-10-04.
32. ↑  كارمن. 1962. OCLC:1227685139. مؤرشف من الأصل في 2021-10-02.
33. ↑  وراء الاسلاك. 1951. OCLC:1136098301. مؤرشف من الأصل في 2021-10-04.
34. ↑  معركة شيلوه. 1952. OCLC:903545270. مؤرشف من الأصل في 2021-10-01.
35. ↑  فون بان يتكلم. 1952. OCLC:903543627. مؤرشف من الأصل في 2021-10-01.
36. ↑  قصص مختارة من الادب الروسي. 1952. OCLC:829249646. مؤرشف من الأصل في 2021-10-01.
37. ↑  في سبيل امرأة. 0000 uu. OCLC:1136058611. مؤرشف من الأصل في 1 أكتوبر 2021. {{استشهاد بكتاب}}: تحقق من التاريخ في: |تاريخ= (مساعدة)
38. ↑  الأرملة الملول. 1953. OCLC:929682015. مؤرشف من الأصل في 2021-10-01.
39. ↑  مكسيم غوركي (بUndetermined). 0000 uuuu. OCLC:1158842695. Archived from the original on 30 سبتمبر 2021. {{استشهاد بكتاب}}: تحقق من التاريخ في: |تاريخ= (help)صيانة الاستشهاد: لغة غير مدعومة (link)
40. ↑  القط الأسود وقصص أخرى. 2018. OCLC:1230081878. مؤرشف من الأصل في 2021-10-01.
41. ↑  الشيوعي المليونير. بيروت: دارالكاتب العربي،. 1963. OCLC:4770395147. مؤرشف من الأصل في 2021-09-30.
42. ↑  وال، كارل؛ صدقي، نجاتي (0000 uu). رحلة إيرما: أعظم مغامرة بحرية في طلب الحرية. القاهرة: دار الكتاب،. OCLC:4770512320. مؤرشف من الأصل في 30 سبتمبر 2021. {{استشهاد بكتاب}}: تحقق من التاريخ في: |تاريخ= (مساعدة) والوسيط |author1= مفقود (مساعدة)
43. ↑  صدقي، نجاتي (0000 uu). الحصادون: صورة من البطولة في الحب والجهاد. بيروت: دار الثقافة،. OCLC:4770446816. مؤرشف من الأصل في 30 سبتمبر 2021. {{استشهاد بكتاب}}: تحقق من التاريخ في: |تاريخ= (مساعدة)